# Raúl González Apaolza
Raúl González Apaolza (Pachuca, 20 de octubre de 1944), es un Ingeniero Electricista egresado del Instituto Politécnico Nacional y ganador del Premio Nacional de Ingeniería Mecánica, Eléctrica, Electrónica y Ramas afines de 2009 (enlace roto disponible en Internet Archive; véase el historial, la primera versión y la última)., entregado por el Presidente de México Lic Felipe Calderón Hinojosa.

## Formación Académica
- Estudio su vocacional en el antiguo Instituto Politécnico de Hidalgo, en la ciudad de Pachuca, este bachillerato técnico tenía únicamente la especialidad de electromecánica, es por ello que prácticamente todos sus egresados continuaban sus estudios en la Escuela Superior de Ingeniería Mecánica y Eléctrica (ESIME) del Instituto Politécnico Nacional.
- Concluidos sus estudios de licenciatura, en Ingeniería Eléctrica (1966), González Apaolza obtuvo una beca, por parte de la Comisión Federal de Electricidad (C.F.E.) para estudiar la maestría de Ingeniería Hidráulica, especialidad de plantas hidroeléctricas, en la Escuela Superior de Ingeniería y Arquitectura del I.P.N.
- En 1971 Concluye la maestría en sistemas eléctricos (opción potencia) en la ESIME.

## Cargos Administrativos
- En el periodo del 1968 a 1973, González Apaolza desarrolla una intensa labor académica y de investigación al interior del I.P.N.
- En septiembre de 1973, el Director del I.P.N., el Ing. Manuel Zorrilla Carcaño  (enlace roto disponible en Internet Archive; véase el historial, la primera versión y la última)., designa al Ing. Raúl González Apaolza, como Director del Centro de Estudios Científicos y Tecnológicos en Electromecánica.
- De 1977 a 1983 desempeño diversos cargos, representativos, dentro de la administración del I.P.N., entre ellos la Dirección de Planeación.
- En 1983, el Director General del Colegio Nacional de Educación Profesional Técnica (CONALEP), el Doctor José Gertls Valenzuela, invitó al Ingeniero Raúl González Apaolza a integrarse como Secretario Académico.
- Concluido su período de cuatro a años en el CONALEP, el Ing. Raúl González Apaolza es invitado por el Director General del I.P.N., Dr. Raúl Talan, para desempeñarse como Director de Educación Media Superior, cargo en el que toma posesión en junio de 1987, no obstante su paso por esta dirección fue breve, ya que el Consejo Consultivo de la Escuela Superior de Ingeniería Mecánica y Eléctrica (ESIME), lo propuso dentro de una terna como candidato a Director de la Escuela, El Dr. Talan lo selecciona, quedando el Ing. González Apaolza como Director de la ESIME , tomando posesión en agosto de 1987.
- En 1988, el Secretario de Educación Pública, designó al Ingeniero González Apaolza, Secretario Académico del I.P.N.
- En junio de 1989, el Ing. Raúl González Apaolza fue nombrado Director General de Educación Tecnológica (DGETI)  (enlace roto disponible en Internet Archive; véase el historial, la primera versión y la última). por el Manuel Bartlett Díaz, Secretario de Educación Pública. La extraordinaria gestión del Ing. González Apaolza, le mereció ser ratificado por seis secretarios de educación pública, siendo un hecho inusual en la administración pública nacional
- En agosto de 1999, el Ing. González Apaolza toma posesión del cargo como Director General del Sistema de Transporte Colectivo METRO  Archivado el 25 de julio de 2015 en Wayback Machine.. El Ing. Cuauhtémoc Cárdenas Solorzano solicitó al nuevo Director General abocar todo su esfuerzo para poner en marcha La Línea B del metro de la Ciudad de México , en la cual tres administraciones de la Ciudad de México habían participado.
- Invitado a colaborar por el Lic. Manuel Ángel Núñez Soto, Gobernador del Estado de Hidalgo, el Ingeniero Raúl González Apaolza desempeñó el cargo de Secretario de Educación Pública de la Entidad, de 2001 2006.
- Actualmente, el Ing. González Apaolza desempeña su labor dentro del Grupo Aeroportuario de la Ciudad de México, fungiendo como Director Corporativo de Infraestructura en la construcción del Nuevo Aeropuerto Internacional de la Ciudad de México(NAICM).

## Ámbito Gremial
- Presidente de XXIV (1992-1994) del Colegio de Ingenieros Mecánicos y Electricistas (CIME).
- Presidente (1995-1996) de la Federación Colegios de Ingenieros Mecánicos y Electricistas (FECIME) .

Cabe destacar que, en 1993 el Ingeniero González Apaolza organizó el primer Congreso Internacional de Mecatrónica, lo que propició la creación a nivel nacional de licenciaturas y posgrados en esta rama de la ingeniería. Bajo la dirección del Ingeniero González Apaolza se construyó el Centro Nacional de Actualización docente en Mecatrónica .
Durante su gestión como Presidente de la Unión Mexicana de Asociaciones de Ingenieros, el Ing. González Apaolza organizó la XXIX Convención Panamericana de Ingeniería UPADI  en el año 2004. Los representantes de los 27 países asistentes a la convención, no dudaron, en expresar, que era el mejor evento que se ha organizado de las 29 celebradas.

## Director de Proyectos
A invitación del Dr. José Enrique Villa Rivera, en su momento Director General del I.P.N., el Ing. González Apaolza es designado coordinador de proyectos especiales, de cuales se destacan del año 2007 a la fecha:
- Proyecto y la Supervisión Externa del Sistema de Videovigilancia de la Ciudad de México. (enlace roto disponible en Internet Archive; véase el historial, la primera versión y la última).
- La Reingeniería de dos Sistemas para la Integración Tecnológica del Centro de Emergencia y Reacción Inmediata (CERI) de Ciudad Juárez , Chihuahua, correspondiente al año 2010.
- Supervisión de la Instalación y Puesta en Operación de un Sistema Integral de Seguridad, basado en Video-Vigilancia, en los Municipios Conurbados de Huixquilucan, Ecatepec de Morelos, Los Reyes la Paz, Tlalnepantla de Baz y el Centro Monitoreo de Toluca de Lerdo, Estado de México, correspondiente al año 2010.
- Proyecto de inspección, supervisión y control de la calidad de los trabajos relativos al suministro, instalación y puesta en operación de la red de comunicaciones y servicios en el S.T.C.
- Estudio de Factibilidad para Reemplazar la Red Actual de 23 KV. Y 85 KV. por una Red de 230 KV, del Sistema de Transporte Colectivo METRO.

## Premios y reconocimientos
- Ing. González Apaolza fue galardonado con el Premio Nacional de Ingeniería Mecánica, Eléctrica, Electrónica y Ramas Afines 2009  (enlace roto disponible en Internet Archive; véase el historial, la primera versión y la última)., el cual fue entregado dentro del marco conmemorativo del Día Nacional del Ingeniero 2010, por el Ing. Alfredo Elías Ayub, Director de C.F.E., representante del C. Presidente de la República, en ese magno evento
- Premio Nacional de Ingeniería Mecánica y Eléctrica 2010 del Colegio de Ingenieros Mecánicos y Electricistas (CIME)  (enlace roto disponible en Internet Archive; véase el historial, la primera versión y la última).